# XDCAM

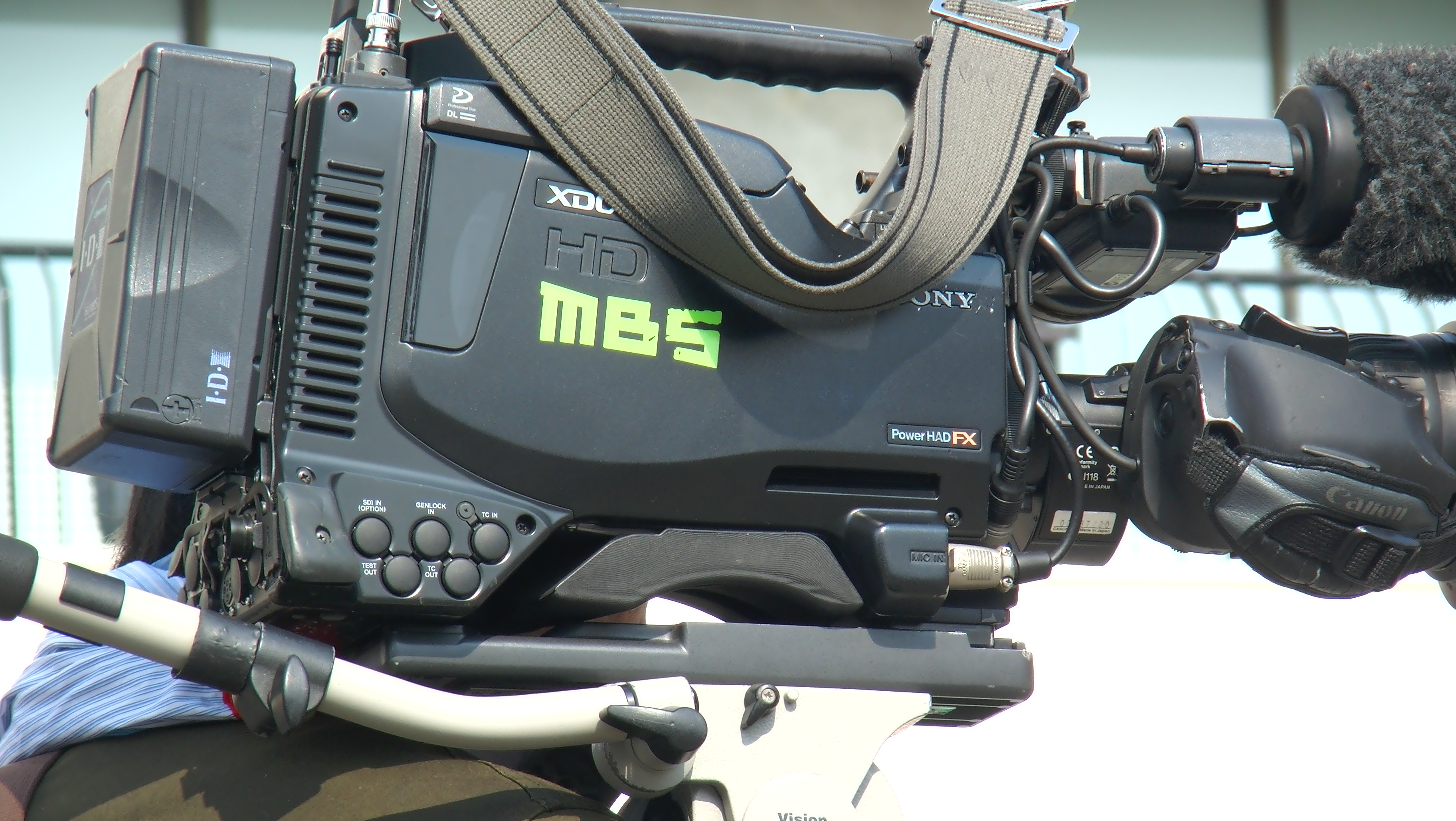
XDCAMショルダーカムコーダ

XDCAM（エックスディカム）は、ソニーが開発した放送業務用ディスクビデオシステム。2003年10月にSDシステムの発売が開始され、2006年4月にはHDシステムが発表された。記録メディアは「Professional Disc」という名称で、カートリッジに入っており1層23.3GB、2層50GBの容量を持ちBlu-ray Discと同じ波長405nmの青紫色レーザーを利用する直径12cmの光ディスクである。
記録フォーマットにはMPEG-2（MPEG IMXとMPEG HD、MPEG HD422）とDVCAMフォーマットが利用されており、BDMV（BD-Video）（Blu-ray Discでの民生用ビデオフォーマット）との互換性はない。
従来の磁気テープを使ったVTRシステムと比較してノンリニア編集が容易なことが特長で、カムコーダも揺れや衝撃への耐性も実用上問題ない範囲におさえられている。

## 沿革
- 2003年10月：XDCAM（SD）発売
- 2006年4月：XDCAM HD発売（1440×1080）
- 2007年
  - 4月15日（現地時間）：NAB2007において、記録媒体にソニーと米SanDiskが開発したフラッシュメモリの「SxS Memory Card」に記録する「XDCAM EX」の試作機を発表、2層のProfessional Discに対応するXDCAMの発売を発表した[1]
  - 9月：XDCAM EX発売
- 2008年4月：フルHD対応のXDCAM HD422発売

## ビデオコーデック

### HD
- MPEG HD422
  - 1920x1080
  - サンプリングフォーマット 8bit 4:2:2[発表 1]
  - ビットレート 50Mbps
- MPEG HD
  - 1440x1080
  - サンプリングフォーマット 8bit 4:2:0[発表 1]
  - ビットレート 35Mbps

### SD
- MPEG IMX
  - 720x512
  - サンプリングフォーマット 8bit 4:2:2
  - ビットレート 50Mbps
- DVCAM
  - 720x512
  - サンプリングフォーマット 10bit 4:1:1 or 4:2:0
  - ビットレート 25Mbps

## XDCAM EX
XDCAM EX（エックスディカム イーエックス）は、これまでのProfessional Discから半導体メモリーカードによる記録方式を採用したシステム。メモリーカードはS×S（エス・バイ・エス）と呼ばれ、ExpressCard規格に準拠したもので、転送速度は最大で800Mbpsになる。また、メモリースティックやSDカードで専用アダプターを使って記録することも可能である。コーデックはHDがMPEG HDで、SDはDVCAMを採用している。

#### 二次資料
1. ↑  【NAB2007】ソニー、フラッシュ・メモリ採用機など業務用HDTVビデオ・カメラを強化 - Tech-On! 2007年4月16日

#### 一次資料
1. 1 2  業務用機器搭載フォーマット Sony